# Ophieten
De ophieten was een gnostische groepering die bekend is uit het werk van enige kerkvaders. Hun naam is ontleend aan de veronderstelling dat zij de slang (Grieks ophis) in het paradijs zouden vereren als brenger van gnosis. Er was een andere gnostische groepering die op basis van dezelfde veronderstelling de naam naässenen heeft naar het Hebreeuwse woord nahash dat ook de betekenis van slang heeft. 

## Beschrijving van hun opvatting over de slang
De ophieten moeten voor de eerste keer beschreven zijn in een verloren werk, de Syntagma, van Hippolytus van Rome ( 170 -235). Pseudo-Tertullianus, de naam voor een verder onbekende auteur, moet zijn opmerkingen over deze groepering in zijn Adversus Omnes Haereses ontleend hebben aan Hyppolytus. Pseudo-Tertullianus was de eerste auteur die de groepering de naam ophieten gaf. 
Het eerste deel van het werk van Pseudo-Tertullianus over deze groepering handelt over hun exegese van de rol van de slang en zondeval in het paradijs in het bijbelboek  Genesis:3. Die exegese komt overeen met de tekst in Ware getuigenis, een van de in 1945 gevonden Nag Hammadigeschriften. De essentie van die exegese komt neer op de stelling, dat het verbod van God op het eten van de boom van de kennis van goed en kwaad het bewijs is dat de god van het Oude Testament een afgunstige god is. Een god die bovendien onwetend is, want hij wist niet waar Adam zich verborgen had. De slang wordt wijzer dan alle andere dieren in het paradijs genoemd. Het op advies van de slang wel te eten van de boom van de kennis van goed en kwaad opende voor Adam en Eva juist de weg naar het verkrijgen van gnosis, het verwerven van het inzicht in de oorsprong, huidige situatie en de bestemming van de mens. 
De slang zou volgens  Pseudo-Tertullianus ook een centrale rol spelen in de eucharistie van de ophieten. Epiphanius van Salamis schreef in zijn Panarion dat de groepering ook slangen in manden hield. Wanneer de eucharistie gevierd werd, zou een slang uit de mand op een tafel kruipen en daar zich op het brood oprollen.

## Beschrijving van de constructie van hun pleroma
Het tweede deel van het werk van Pseudo-Tertullianus is een samenvatting van de opvatting van de ophieten over het pleroma. In de gnostiek is pleroma de benaming voor de volheid, de structuur en verblijfplaats van de goddelijke wereld. Dat deel moet Pseudo-Tertullianus ontleend hebben aan een eerder werk, Adversus Haereses  , van Ireneüs van Lyon. Ireneüs had deze groepering de andere gnostici genoemd. Op het vakgebied wordt aangenomen dat dit dezelfde groep is die later door Pseudo-Tertullianus als de ophieten is benoemd. Theodoretus van Cyrrhus beschouwde rond 450 in zijn Haereticorum fabularum compendium de ophieten als een groepering binnen  het sethianisme. 
In gnostische teksten wordt het pleroma verschillend beschreven. De essentie van de top van het pleroma is echter vaak min of meer hetzelfde. Er is sprake van een Vader, een Moeder en een Zoon. De Vader ziet zich weerspiegeld in het lichtwater dat hem omgeeft en realiseert zich dat hij zichzelf ziet. Die gedachte verzelfstandigt zich en dat creëert de Moeder, vaak aangeduid als de Eerste Gedachte of ook wel Barbelo. Zij ontvangt een lichtvonk van de vader en produceert een Licht, de Zoon. Die wordt door de Vader gezalfd en daarom de Gezalfde, Christus, genoemd.  In alle gnostische teksten over het pleroma verschijnen dan eonen. Dat zijn emanaties van de Moeder en de Zoon. Het zijn goddelijke krachten van een lagere orde. 
De constructie van de ophieten wijkt hier van af. Het hoogste principe is een Vader van alle dingen die ook de Eerste Mens wordt genoemd. Uit hem komt als Gedachte zijn Zoon voort die die ook wordt aangeduid als de Zoon van de Mens of Tweede Mens. Als derde ontstaat de Heilige Geest die ook de Eerste Vrouw of Moeder der Levenden wordt genoemd. Onder hen bevindt zich de oermaterie en de chaos. Vader en Zoon verwekken bij de Geest een zoon, Christus, en een dochter Sophia. Zij wordt gevangen in de wateren van de chaos en daar baart zij een zoon met de naam Jaldabaoth. 
Deze produceert ook een zoon en de laatste doet dat ook weer. Dat proces herhaalt zich tot er zeven zonen zijn. Ieder van de zonen heerst over een hemel. Hun namen zijn dezelfde als die van de archonten in het Apocryphon van Johannes. Jaldabaoth claimt de enige god te zijn;  Ik ben een jaloerse God en er is geen andere God buiten mij. Als Sophia de grootspraak van haar zoon Jaldabaoth hoort, beseft zij haar fout. Zij corrigeert haar zoon en slaagt erin hem een deel van zijn kracht te ontnemen. Jaldabaoth en zijn zonen creëren met het restant van hun kracht de mens. Adam en Eva eten dankzij de slang van de boom van de kennis van goed en kwaad. Uiteindelijk daalt Christus af naar de materiële wereld en neemt bezit van Jezus die door Jaldabaoth en zijn zonen wordt gedood. Christus heeft echter het lichaam van Jezus reeds voor zijn kruisiging verlaten en verheft het lichaam van Jezus naar een positie in de hemelen waar hij de zielen van de uitverkoren gelovigen zal verzamelen. 

## Het diagram van de ophieten
De filosoof Celsus schreef omstreeks 178 een kritiek op het christendom, het Ware woord (Αληθης λογος, Alèthès logos). Dit boek zelf is niet bewaard gebleven maar een groot deel ervan is bekend doordat Origenes stukken tekst citeerde en parafraseerde in zijn bestrijding ervan, Contra Celsum (Tegen Celsus). In een tekstdeel over de reis van de ziel door de zeven hemelen beschreef Celsus een diagram waarvan hij meldde dat het door groepen christenen zou worden gebruikt bij hun mysteries. Origenes schreef dat hij het diagram zelf had gezien. Hij meldde dat dit niet van christenen was, maar van van een groepering die hij benoemt als ophieten. Hij beschreef een deel van het diagram als tien cirkels die van elkaar gescheiden werden maar bijeengehouden door een andere cirkel. Deze laatste cirkel was de ziel van de kosmos en werd Leviathan genoemd. Hij werd afgebeeld als een slang met zijn staart in zijn bek. In het diagram kwam ook een ander wezen met de naam Behomoth voor. 
Origen identificeerde in het diagram zeven archonten en beschreef wat ingewijde gelovigen tegen hen dienen  te zeggen aan de poorten van de archonten tijdens hun opstijging door zeven hemelen. Hij vermeldde daarbij de teksten van de gebeden die noodzakelijk waren om de poorten te kunnen passeren. Het is een vorm van theürgie, een vorm van magie die in het Romeinse keizerrijk wijd verspreid was en in veel gnostische teksten voorkomt. De essentie is dat het kennen van de magische namen van de goddelijke krachten en het bezitten van de juiste bewoordingen om wachters te passeren essentieel is voor het verheven kunnen worden naar de goddelijke wereld en uiteindelijk de verlossing. De oorspronkelijke diagrammen in een andere gnostische tekst, de Boeken van Jeu, zijn wel bewaard gebleven. 